# Chiesa di San Francesco Saverio (Trento)
La chiesa di San Francesco Saverio è una chiesa cattolica situata nel centro storico della città di Trento.

## Storia
Costruita a Trento tra il 1708 e il 1711, è un edifizio adibito a funzioni religiose sito in via Roma (ex via lunga) in stile barocco inquadrato nel ben più ampio Complesso dei gesuiti. La paternità del progetto originale è incerta: alcuni la attribuiscono ad Andrea Pozzo, altri a Gaudenzio Mignocchi. La chiesa è classificata nella arcidiocesi di Trento, amministrata di concerto con la chiesa di Santa Maria Maggiore. Fu eretta inglobando costruzioni anteriori tra cui il palazzo delle Costede, di cui sono ancora visibili i resti sul lato sinistro della facciata principale, e una torre medievale (alla quale fu aggiunto un orologio meccanico) che fiancheggiava il fiume Adige, prima ancora che ne fosse deviato il flusso.
L'avvento dei gesuiti a Trento si deve far risalire al 1625 allorché tale compagnia ottenne il permesso dal vescovo Carlo Gaudenzio Madruzzo di stabilirsi per un periodo di tempo permanente in città per scopi didattici. Nel 1648 l'assemblea municipale concesse alla Compagnia il permesso di insediarsi nell'ambito di un appezzamento più vasto che comprendeva un gruppo di case in riva al fiume Adige tra cui il Palazzo da Povo e la Casa delle Costede. A questo periodo risalgono i primi modelli della chiesa, di cui ci sono pervenuti due tele, attualmente visibili presso il Museo Diocesano Tridentino, intitolati Presentazione di Gesù al Tempio e Ultima cena.

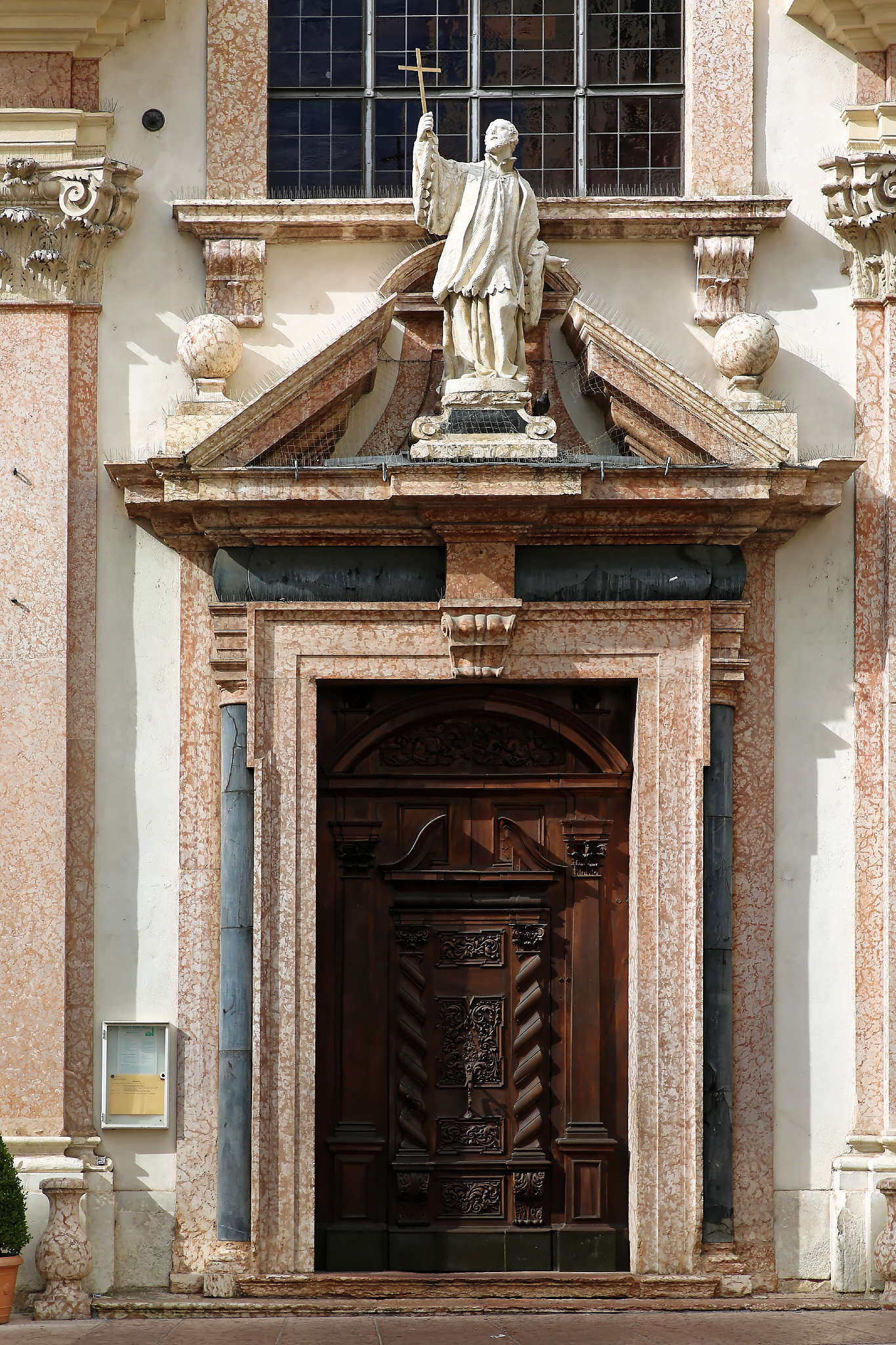
Ingresso della chiesa di San Francesco Saverio

Nel 1649 però i Gesuiti decisero di rinviare la costruzione della vera e propria chiesa, semplicemente ricavando degli spazi all'interno del Palazzo da Povo in modo da officiare le celebrazioni. L'altare fu collocato tradizionalmente a est, quindi l'orientamento della facciata doveva essere trasversale rispetto a quello attuale. Finalmente, si decise di demolire il palazzo da Povo e il 10 ottobre 1708 fu posta la prima pietra, mentre l'inaugurazione avvenne il 19 aprile 1711. La nuova soluzione per la facciata fu trovata in modo da risultare prospiciente sulla via lunga e allo stesso tempo in fondo alla via larga tale da essere simmetrica in linea d'aria con il Duomo:
(D. Balboni)
Dopo la soppressione della Compagnia di Gesù nel 1773 la chiesa versò in stato di abbandono fino all'avvento dei francesi che ne fecero un deposito di armi. Con la riabilitazione dell'Ordine fu possibile riprendere possesso dell'edifizio che, però, subì un primo restauro solo nel 1895. All'epoca fu risistemata la volta mediante crociere e intonacata con giallo paglierino; gli spigoli delle crociere decorati con festoni di foglie e con bacche in oro. Il lavoro fu commissionato ad Hans Rabensteiner, formatosi alla scuola di Monaco, allievo di Franz von Defregger. Vi erano dipinti i 4 Evangelisti, i 4 Dottori e i 7 doni dello Spirito Santo. Dal 1917 al 1923, su pressioni dell'imperatrice d'Austria Zita, una Borbone, la chiesa ospitò le spoglie mortali di Francesco II di Borbone, ultimo re del Regno delle Due Sicilie, per metterle in salvo durante il primo conflitto mondiale dal fronte di guerra che aveva raggiunto Arco (Tn), il precedente luogo di sepoltura.

## Architettura e struttura
La facciata è composta da un finestrone superiore ai lati del quale, separati da due ordini di paraste in marmo rosso della Valsugana, sono posti dei santi gesuiti: Francesco Borgia (in basso a sinistra), Francesco Regis (in alto a sinistra), Luigi Gonzaga (in alto a destra), Ignazio di Loyola (in basso a destra) e Francesco Saverio (sulla cimasa posta all'ingresso). Tutte le sculture sono decorate da una formella a conchiglia (rocaille) che è un tratto tipico del Pozzo, mentre i motivi arricciati accanto al timpano sottendono allo stile del Mignocchi, suo allievo. Sul tetto si scorge una croce di Lorena e l'emblema bernardino IHS.

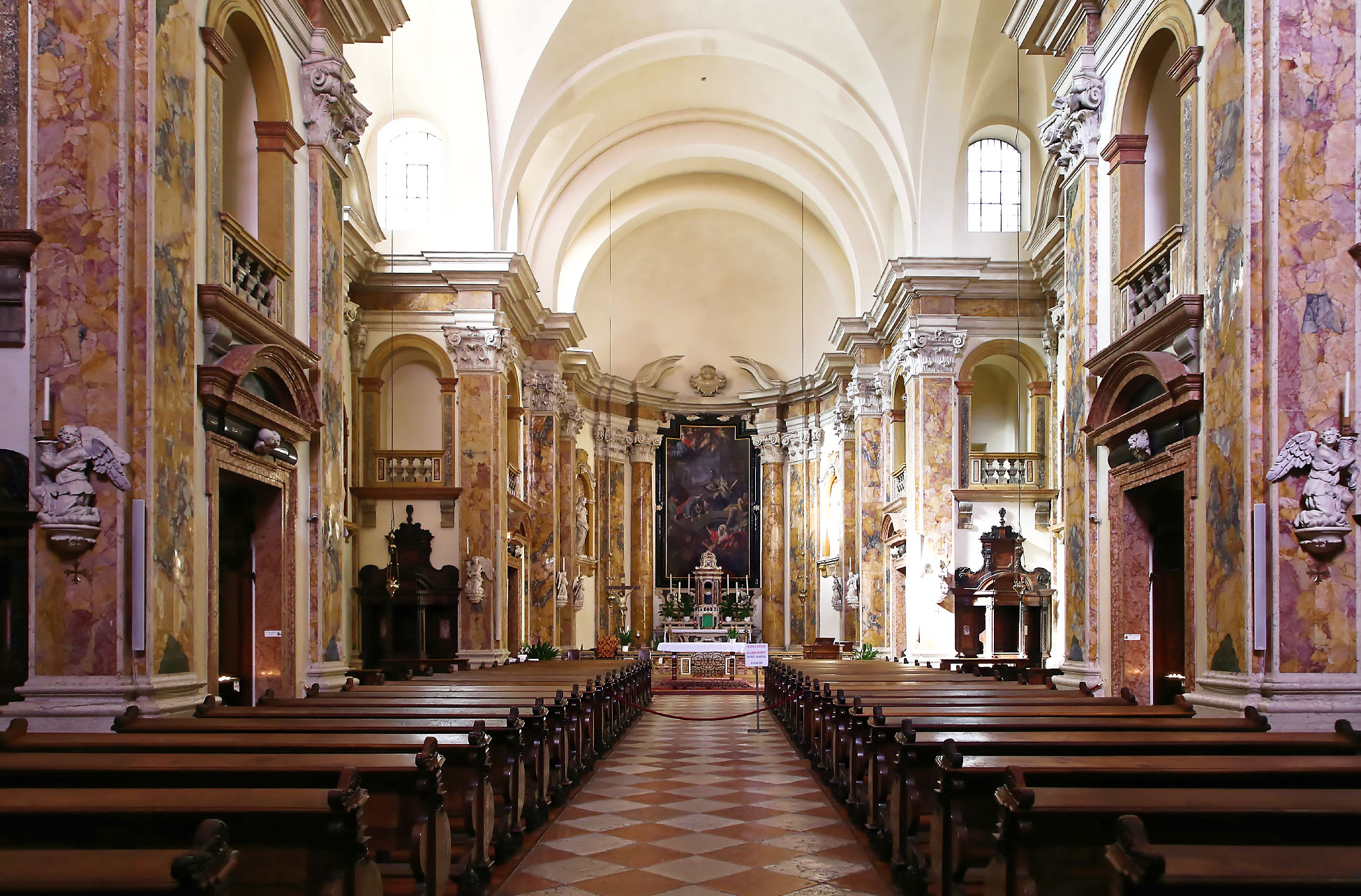
Interno della chiesa di San Francesco Saverio di Trento con il presbiterio

La struttura interna è a pianta rettangolare e articolata in basa a diversi ambienti (ingresso, corpo centrale a navata unica, presbiterio, abside e sacrestia) e diversi piani: al primo si possono notare dei matronei che hanno funzione esclusivamente scenica e l'organo a canne (1888) opera dei fratelli Mayer posto sulla cantoria in controfacciata; lo strumento, che conserva integre le sue caratteristiche originarie, dispone di 18 registri su due manuali e pedale, ed è a trasmissione integralmente meccanica. Al secondo piano vi è il cleristorio ricco di monofore per il rifornimento di luce degli ambienti, in addizione furono aggiunte delle lampade pendenti dalla volta, poi eliminate. La pavimentazione a scacchiera è costituita da lastre di granito rosa di Fiemme e bianco di Pila. Le lesene sono ottenute, invece, con un procedimento complesso, a commesso, incastonando frammenti diversi di marmo fra loro e utilizzando uno stucco in pasta che le donano un effetto «...che non trova pari in Trento».

## Scultura e pittura
Nell’ingresso sono presenti affreschi di Carlo Gaudenzio Mignocchi che ritraggono la Natività (sul soffitto), il Battesimo di Gesù (a destra) e il Battesimo di Costantino (a sinistra), e Pietro Apostolo (intradosso il portale). Attualmente vi sono posti due confessionali lignei prelevati dalla chiesa di S.Maria Maggiore, le due porte laterali conducono ad altrettanti vestiboli sottostanti il campanile. Il nartece è separato dall'aula da una cancellata dopo la quale ai lati si possono ammirare quattro altari dotati ciascuno di un loculo per le reliquie sormontati da altrettante pale che ritraggono: l'Immacolata Concezione (a sinistra) e il Transito di Giuseppe (a destra), mentre più avanti si ammirano: la Vocazione di Ignazio (a sinistra) di Paul Troger e la Profezia di Simeone (a destra) di Michelangelo Unterperger. Intermezzo gli altari vi sono due piccole cappelle: a destra la Madonna di Lourdes e a sinistra la Crocifissione. La lunetta sopra l'Immacolata ritrae La Missione degli Apostoli (Mc 16, 15).
Nel perimetro interno, sulle nicchie, vi sono 10 statue, raffiguranti da sinistra a destra: Antonio da Padova (con la croce latina e la tonaca), Stanislao Kostka (col fanciullo in braccio), Carlo Borromeo (uomo con mitra e croce latina), San Vigilio (con la sgarmela, cioè lo zoccolo, in mano), Pietro Apostolo (con le chiavi), Paolo di Tarso (con la spada), San Sebastiano (ferito presso un tronco), l'Angelo Custode (che accompagna un bambino), Santa Barbara (con una torre in braccio) e Maria Maddalena (con una croce latina). Gli angeli porta candele che si alternano sul perimetro sono realizzati in pietra arenaria sovrastanti ciascuno 12 croci metalliche di consacrazione della chiesa, mentre le balaustrine dei matronei e le nicchie dei Santi sono in marmo giallo di Arco. Le colonne a fianco gli altari sono in marmo "valcaregna" di Castione e l'architrave delle cappelle e della cornice della tela centrale sono in marmo nero di Ragoli. Dislocati nell'aula vi sono otto confessionali intagliati in noce e incassati nel muro.
Presso l'abside, sovrastante il tabernacolo, si può ammirare il dipinto del Mignocchi Francesco Saverio che battezza la regina indiana Neachile che simboleggia due temi cari ai gesuiti: la conversione, e l'obbedienza. L'altare in marmo "bianco di Carrara" e "rosso di Francia" è opera di Angelo Rangheri:
Per la chiesa di San Francesco Saverio agli inizi del XVIII secolo Carlo Gaudenzio Mignocchi dipinse alcune tele.